# Gaki Sherocho

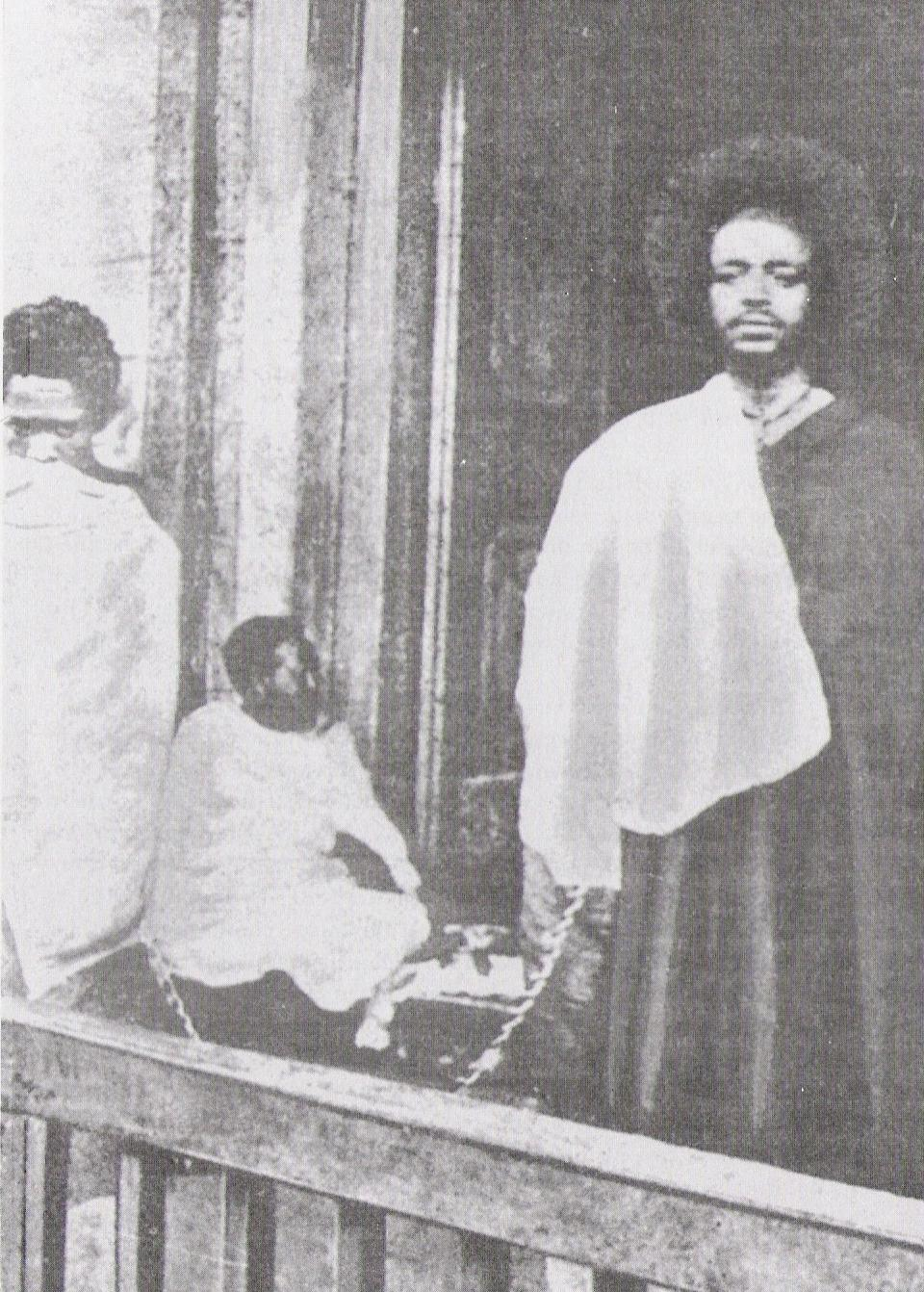
Gaki Sherocho, der letzte König von Kaffa nach der Gefangennahme durch die Äthiopier 1897.

Gaki Sherocho († 1919) war bis zur Eroberung des Königreichs Kaffa durch die Äthiopier unter Menelik II. 1897 der letzte König von Kaffa.
Gaki Sherocho kam 1890 an die Macht. Er soll sein Reich relativ streng regiert und mehr Flächen kultiviert haben, als irgendeiner seiner Vorfahren. Nachdem 1896 äthiopische Truppen in sein Reich einmarschierten musste er nach achtmonatigen Kämpfen am 3. September 1897 kapitulieren, womit das Reich sein Ende fand.